# Maurin des Maures (spectacle)
Pour l’article homonyme, voir Maurin des Maures (homonymie).
Maurin des Maures est un spectacle en 3 parties et 11 tableaux d'André Dumas, d'après le roman éponyme de Jean Aicard, représenté pour la première fois au théâtre de la Cité le 1er avril 1944.

## Présentation
La pièce est montée quelques mois après la mort d'André Dumas. Le spectacle est produit pour la première fois en 1944, douze ans après la réalisation par André Hugon d'une adaptation filmée du film.
La pièce propose quelques variantes avec les écrits de Jean Aicard, notamment concernant la mort du héros. 

## Fiche technique de la première représentation
- Mise en scène : Charles Dullin[4]
- Musique : Francis Casadesus
- Décor : Rodicq

### Distribution
- A.-M. Julien : Maurin des Maures
- Paula Dehelly : Tonia
- Georges Vandéric : M. Rinal
- Arthur Bender :
- Marcel d'Orval :
- Louis Perdoux :
- Charles Castelain :
- Lucien Arnaud : Pastouré
- Henri Pons :
- Jean-Roger Caussimon : le capucin
- Serge Lhorca :
- Denise Perret : Margaride
- Nelly Benedetti : Catherine
- Lucienne Dagairy : la mère de Maurin
- Brigitte Sabouraud :

## Critique
La première représentation de la pièce fait l'objet d'une critique très dure d'Alain Laubreaux dans Le Petit Parisien. Seule trouve un peu grâce à ses yeux les décors. Le choix de la pièce, la pièce en elle-même, le jeu des acteurs imitant les films de Marcel Pagnol, rien ne trouve grâce aux yeux du critique.
La critique est à peine moins âpre chez Maurice Rostand dans Paris-Matin qui se demande si Charles Dullin ne se dépense pas "en pure perte", tout en louant le jeu des acteurs et l'originalité qui ressort de l'œuvre. 
Les décors ne font pas l'unanimité, non plus que la musique, perçue comme une « plaisanterie » par André Castelot.